# Hrabstwo Brown (Minnesota)

Piramida wieku hrabstwa

Hrabstwo Brown – hrabstwo położone w południowej części stanu Minnesota, USA. Siedziba władz hrabstwa znajduje się w New Ulm. W roku 2005 zamieszkiwało je 26 534 mieszkańców, z czego 97,82% stanowili biali. Hrabstwo Brown swą nazwę zawdzięcza historycznej postaci J.R. Browna, wybitnego pioniera, żołnierza, agenta rządowego do kontaktów z Indianami, fundatora miast i polityka.

## Warunki naturalne
Hrabstwo zajmuje obszar 1602 km² (619 mi²), z czego 1582 km² (611 mi²) to lądy, a 20 km² (8 mi²) wody. Graniczy z 6 innymi hrabstwami:
- Hrabstwo Blue Earth (południowy wschód)
- Hrabstwo Watonwan (południe)
- Hrabstwo Cottonwood (południowy zachód)
- Hrabstwo Redwood (zachód)
- Hrabstwo Renville (północny zachód)
- Hrabstwo Nicollet (północny wschód)

### Główne szlaki drogowe
| - U.S. Highway 14 - Minnesota State Highway 4 - Minnesota State Highway 15 - Minnesota State Highway 68 | - Minnesota State Highway 257 - Minnesota State Highway 258 |

## Demografia
Według spisu z 2000 roku hrabstwo zamieszkuje 26 911 osób, które tworzą 10 598 gospodarstw domowych oraz 7164 rodzin. Gęstość zaludnienia wynosi 17 osób/km². Na terenie hrabstwa jest 11 163 budynków mieszkalnych o częstości występowania wynoszącej 7 budynków/km². Hrabstwo zamieszkuje 97,82% ludności białej, 0,1% ludności czarnej, 0,12% rdzennych mieszkańców Ameryki, 0,41% Azjatów, 0,01% mieszkańców Pacyfiku, 0,91% ludności innej rasy oraz 0,63% ludności wywodzącej się z dwóch lub więcej ras, 2,03% ludności to Hiszpanie, Latynosi lub inni. Pochodzenia niemieckiego jest 67,1% mieszkańców, a 9,6% norweskiego.
W hrabstwie znajduje się 10 598 gospodarstw domowych, w których 31,5% stanowią dzieci poniżej 18. roku życia mieszkający z rodzicami, 57,3% małżeństwa mieszkające wspólnie, 6,9% stanowią samotne matki oraz 32,4% to osoby nie posiadające rodziny. 29% wszystkich gospodarstw domowych składa się z jednej osoby oraz 14,3% żyję samotnie i jest powyżej 65. roku życia. Średnia wielkość gospodarstwa domowego wynosi 2,43 osoby, a rodziny 3 osoby.
Przedział wiekowy populacji hrabstwa kształtuje się następująco: 25,3% osób poniżej 18. roku życia, 9,7% pomiędzy 18. a 24. rokiem życia, 25,6% pomiędzy 25. a 44. rokiem życia, 21,9% pomiędzy 45. a 64. rokiem życia oraz 17,5% osób powyżej 65. roku życia. Średni wiek populacji wynosi 38 lat. Na każde 100 kobiet przypada 98,2 mężczyzn. Na każde 100 kobiet powyżej 18. roku życia przypada 95,9 mężczyzn.
Średni dochód dla gospodarstwa domowego wynosi 39 800 dolarów, a średni dochód dla rodziny wynosi 49 811 dolarów. Mężczyźni osiągają średni dochód w wysokości 32 347 dolarów, a kobiety 23 918 dolarów. Średni dochód na osobę w hrabstwie wynosi 19 535 dolarów. Około 4,4% rodzin oraz 6,4% ludności żyje poniżej minimum socjalnego, z tego 7% poniżej 18 roku życia oraz 9,8% powyżej 65. roku życia.

## Miasta
- Cobden
- Comfrey
- Evan
- Hanska
- New Ulm
- Sleepy Eye
- Springfield
- Searles (CDP)